# Фаворит (Лубни)
СК «Фаворит» (Лубни) — український волейбольний клуб із міста Лубен Полтавської області (президент — Володимир Дорош).

## Історія
У найвищому дивізіоні першости України виступав із 2009 року. Аутсайдер Суперліги сезону 2016—2017.
Сезон 2018—2019 команда провела в Українській Суперлізі і посіла п'яте місце.
26 вересня 2019 року в актовому залі ТОВ «Лубенський молочний завод» відбулася пресконференція, яку провів президент Федерації волейболу Полтавської області та генеральний директор ТМ «Гармонія» Володимир Дорош. Причиною зустрічі власника та менеджменту СК «Фаворит» із представниками ЗМІ стало вимушене рішення про відмову клубу від участі у Чемпіонаті України 2019/2020 років.

### Досягнення
- Бронзовий призер Першостей України (2012, 2013, 2014)
- Переможець регулярної частини першости 2013—2014[5]

## Люди

### Тренери
- Микола Благодарний[3]
- Сергій Соснін[6]
- Руслан Рубан[7][8][9]
- Євген Бородаєнко — помічник головного тренера Руслана Рубана[10]
- Анатолій Офат[11]
- Юрій Кравцов[12]

### Гравці
- Ігор Вітюк[13]
- Ярослав Тарган[6]
- Віталій Щитков[7]

Сезон 2012—2013
Артем Калініченко (№1), Віталій Осадца (№2), Юрій Воробей (№3), Станіслав Корнієнко (№4), Сергій Кисіль (№5), Ярослав Заїка (№7), Євген Бойко (№8), Юрій Паласюк (№9), Ігор Дегтєв (№10), Сергій Пономаренко (№11), Віталій Сухінін (№12).